# Архитектура постмодернизма

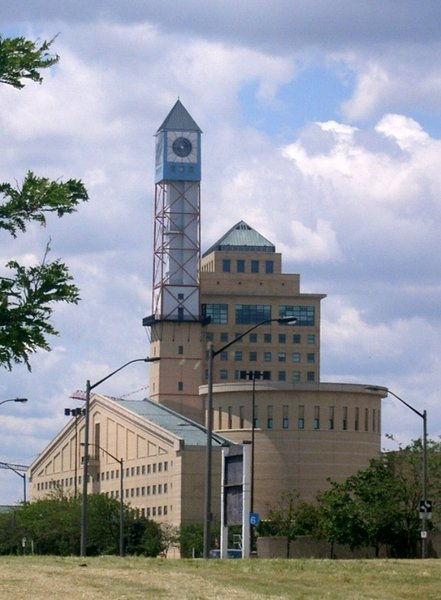
Здание мэрии в Миссиссога, Канада. Раскрывает концепцию «футуристической фермы».

Постмодернизм в архитектуре представляет собой совокупность течений, зародившихся в 1960-х годах, пришедших на смену господствовавшему модернизму. Расцвет стиля начался с 1980-х годов и продолжается по сей день.

## Описание
Функционализм модернизма, его стереотипность форм и идей исчерпали себя. Чрезмерный рационализм модернистских решений создавал атмосферу уныния. Время требовало внесение струи оригинальности в каждое творение, созрело отрицание машинности массовых жилищ, в которых формирование внешнего облика здания стало так же рационально детерминированным.
Назрела идея вернуть образность и оригинальность. Постмодернисты занялись поиском уникальности в создании новых форм. Они задались идеей гармонизировать архитектуру в соответствии с окружающими искусственной и естественной средами. Был отринут модернистский аскетизм в дизайне, конвейерный подход к созданию облика жилищ и отказ от восприятия классического наследия. Их архитектурные решения преследуют учёт особенностей существующей городской среды при строительстве здания.
Во внешней отделке зданий постмодернисты стремились к симметрии и пропорциональности, к выразительной образности строений. Активно внедрялись (возрождались) декорирование стен, барельефы, росписи и пр., заимствованные зачастую из исторических архитектурных традиций. Во главе угла поставлена эстетика, для создания которой архитекторы-постмодернисты не стеснялись заимствовать у исторических стилей, вплоть до принципов построения композиции.
Виднейшие практики постмодернизма, такие как Роберт Вентури, Морис Кюло, Леон Крие, Альдо Росси, Антуан Грюмбах сформулировали его следующие постулаты:
- «подражание» историческим памятникам и «образцам»;
- «отсылки» на какой-либо памятник архитектуры в общей композиции или её деталях;
- работа в «стилях» (историко-архитектурных);
- «обратная археология» — сближение нового объекта со старой техникой строительства;
- «повседневность реализма и античности», создаваемой путём известного «принижения» или упрощения применяемых классических форм[1].

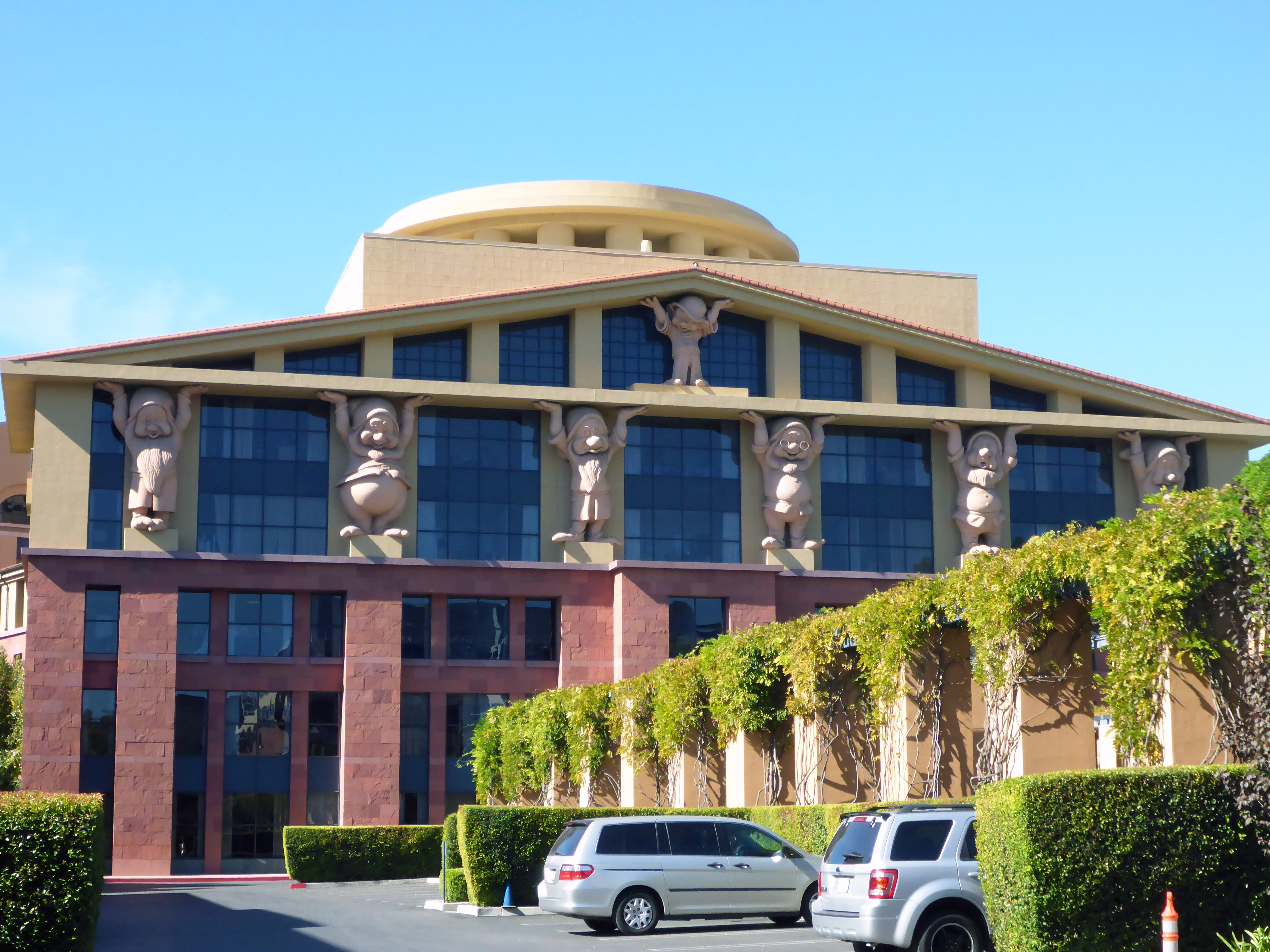
Здание в Бербанке (Калифорния).

## Здания
- Дворец мира и согласия в Астане;
- Пьяцца д’Италия в США;
- «Кривой дом» в Сопоте;
- «Здание-робот» в Бангкоке;
- «Кубические дома» в Роттердаме.
- Национальный стадион в Китае.
- «Москва-Сити» в Москве(район)

## Архитекторы
- Питер Айзенман
- Рикардо Бофил
- Роберт Вентури
- Майкл Грейвс
- Антуан Грюмбах
- Филип Джонсон
- Леон Крир
- Морис Кюло
- Даниэль Либескинд
- Рикардо Легорета
- Чарльз Мур
- Альдо Росси
- Роберт Стерн
- Джеймс Фрейзер Стирлинг
- Фрэнк Гери